# Sedenia erythrura
Sedenia erythrura là một loài bướm đêm trong họ Crambidae.